# Alexandra Pernkopf
Alexandra Pernkopf (* 2. September 1991 in Linz) ist eine österreichische Schauspielerin.

## Leben
Ihr Schauspielstudium absolvierte sie von 2011 bis 2015 an der Anton Bruckner Universität in Linz. Während ihres Studiums debütierte sie am Landestheater Linz in Hexenjagd von Arthur Miller unter der Regie von Ingo Putz. Von 2015 bis 2020 war sie festes Ensemblemitglied am Landestheater Schleswig-Holstein.

## Theater (Auswahl)
- 2013: Hexenjagd, Landestheater Linz (Regie: Ingo Putz)
- 2015: Reigen, Kultur.Sommer.Semmering (Regie: Alex. Riener)
- 2016: Der goldene Ronny, Landestheater Schleswig-Holstein (Regie: Nora Bussenius)
- 2017: Das Käthchen von Heilbronn, Landestheater Schleswig-Holstein (Regie: Antje Thoms)
- 2018: Drei Schwestern, Landestheater Schleswig-Holstein (Regie: Wolfram Apprich)